# Camilo Segura
Camilo Segura Cordero, (Lima, 22 de abril de 1815 - ibídem, 24 de octubre de 1863) fue un médico, obstetra y docente universitario peruano. Considerado como uno de los pioneros de la enseñanza de la obstetricia en el Perú.

## Biografía
Fue hijo del militar huancavelicano Juan Segura y de la limeña Manuela Cordero; y hermano menor de Manuel Ascencio Segura, destacado autor teatral. Era todavía muy niño cuando perdió a sus padres, por lo que su hermano Manuel se encargó de su tutela.
Estudió en el Convictorio de San Carlos, donde siguió y aprobó el curso de Filosofía. Luego, el 24 de abril de 1833, se matriculó como alumno externo en el Colegio de Medicina de la Independencia, heredero del colonial Colegio de Medicina de San Fernando, cuyo director era el célebre Cayetano Heredia. Años después, este colegio se convirtió en la Facultad de Medicina de San Fernando de la Universidad Mayor de San Marcos.
Una vez culminados sus estudios y continuando en el mismo ámbito del colegio, Segura llegó a ser disector anatómico y bibliotecario (1841); vicerrector y secretario (1843-1849), pasante de matemáticas y de física en 1843, rector interino (1851), y catedrático de anatomía general descriptiva y anatómica (1852).
En 1852 viajó a París para hacer su especialización en la Universidad de la Sorbona, junto con otros exalumnos destacados del Colegio de la Independencia, como Francisco Rosas Balcázar, Rafael Benavides, José Casimiro Ulloa y José Pro. Dicho viaje fue financiado por Cayetano Heredia, que deseaba una mejor proyección para sus alumnos.
Luego de más de un año de ausencia, regresó al Perú convertido en un especialista en cirugía y partos.  Se le encomendó la renovación de la práctica de la obstetricia en el Perú, una rama de la medicina que hasta entonces había estado en manos de comadronas y parteras, y que se había desarrollado de manera empírica.
Tomó la dirección de la antigua Maternidad de Lima y su anexo, el colegio de partos (que formaban parte del hospital de Santa Ana), y se encargó de su refundación, de acuerdo a los avances de la ciencia médica, que había asimilado en Europa. También formuló el proyecto del primer reglamento para ambos establecimientos.
En 1854 fue miembro fundador de la Sociedad de Medicina de Lima, primera entidad que agrupaba a los médicos peruanos.
En 1856, al fundarse la Facultad de Medicina de San Fernando (Universidad de San Marcos), tomó a su cargo la cátedra de clínica externa de mujeres y partos. La obstetricia estaba considerada entonces como un apéndice del curso de clínica externa de mujeres. 
Segura siguió dirigiendo la Maternidad y dictando clases en el colegio de partos (que cambiaron de sede en 1857), al mismo tiempo que lo hacía en la Facultad sanmarquina.
Falleció en 1863, a los 48 años de edad, víctima de una enfermedad pulmonar.

## Obra escrita
- «Resumen de los partos que se han efectuado en el hospicio de la maternidad» (1858), memoria.[3]